# Martina Franca
Martina Franca (oder auch nur: Martina) ist eine italienische Gemeinde mit 46.849 Einwohnern (Stand 31. Dezember 2023) in der Provinz Tarent.

## Geografische Lage
Martina Franca liegt im Südosten der Murgia, ungefähr 30 km von Tarent entfernt – genau in der Mitte zwischen den ionischen und adriatischen Ufern Apuliens. Die Nachbargemeinden sind: Alberobello (BA), Ceglie Messapica (BR), Cisternino (BR), Crispiano, Grottaglie, Locorotondo (BA), Massafra, Mottola, Ostuni (BR) und Villa Castelli (BR).

## Geschichte

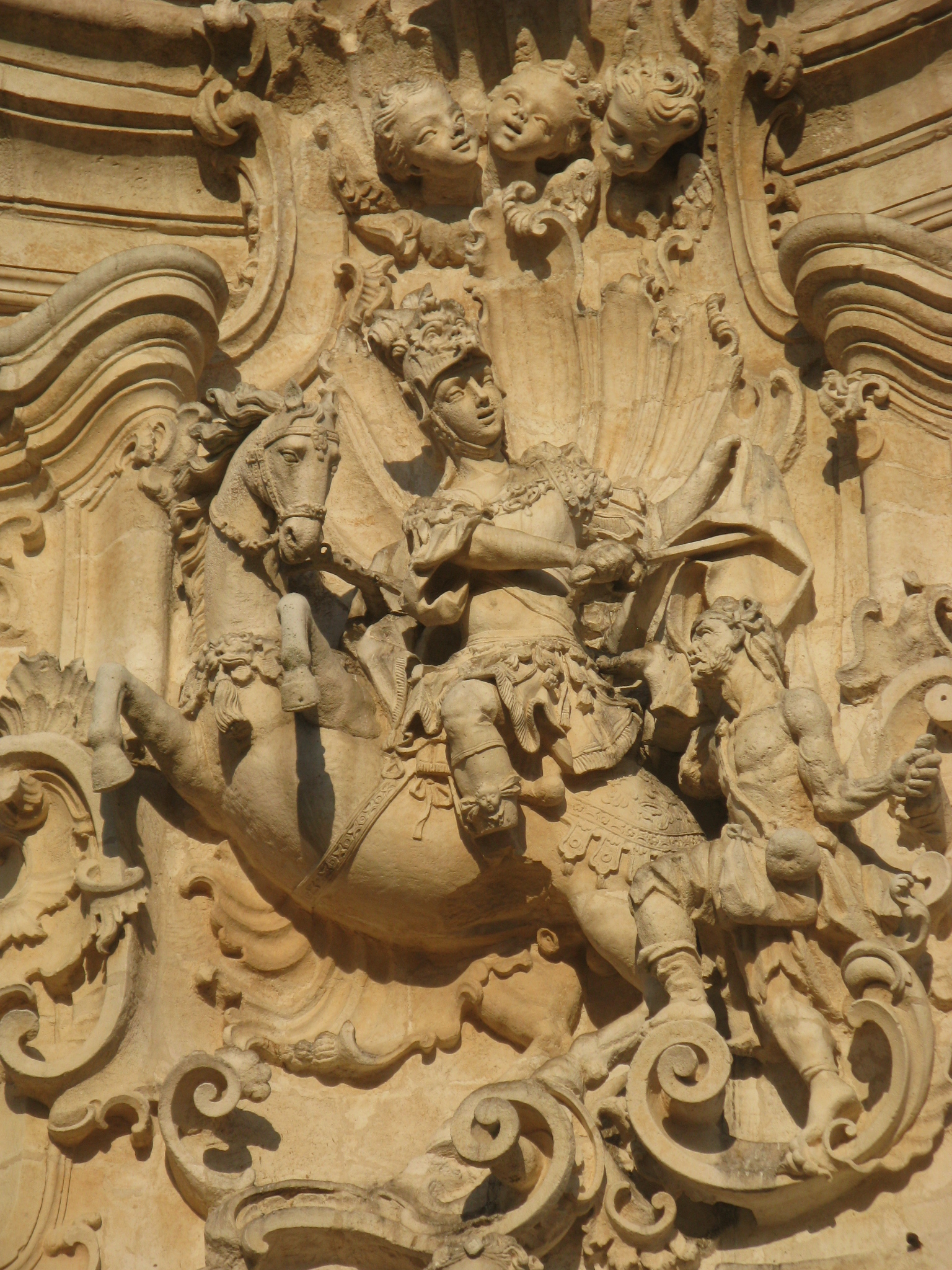
Relief hl. Martin zu Pferde über dem Domportal

Die Gegend um das heutige Martina Franca wurde nach lokalhistorischen Forschungen im 10. Jahrhundert von Flüchtlingen aus Tarent besiedelt, die sich dort in den Wäldern vor den Sarazenen versteckten.
Die eigentliche Stadtgründung erfolgte 1300 auf Befehl des Fürsten von Tarent Philipp I. von Anjou. Es scheint, als ob Philipp I. von Tarent denjenigen, die sich dort ansiedelten, Rechte und Steuererlasse gewährte, und deshalb wurde der Ort Franca (italienisch: frei) genannt. Martina geht auf den Schutzheiligen St. Martin zurück (Patronatstag am 11. November); man sagt, dass der Heilige mehrmals den Stadtbewohnern zu Hilfe eilte und sie vor den Barbarischen Überfällen schützte.
Um die Stadt wurden ein Mauerring und Verteidigungstürme gebaut.
Nach wechselnden Lehensverhältnissen im Königreich Neapel wurde Martina Franca nach Ablösung der Anjou in Apulien in der zweiten Hälfte des 15. Jahrhunderts Lehen der Krone von Aragonien. Die neapolitanische Adelsfamilie Caracciolo bestimmte die wirtschaftlichen Geschicke der Stadt, förderte ihre Künste und prägte ihren Baustil. Ferdinand I. von Neapel hatte durch eine Landreform, die große Gutshöfe (Masserie) entstehen ließ, die Unzufriedenheit der Landarbeiter provoziert, die unter ihrem Anführer Vittorio Montanaro, genannt „Capo di Ferro“ („Eisenkopf“, von seinem Beruf als Schmied abgeleitet), 1646 eine Revolte in Martina Franca initiierten. Die Caracciolo behaupteten sich jedoch bis 1827. Im 18. Jahrhundert erlebte die Stadt eine Blütezeit, die sich durch starkes Wachstum im Bereich der Landwirtschaft und Viehzucht, aber auch in der Qualität des urbanen Lebens auszeichnete.
1799 kam es zu ersten Unruhen im Geiste des Risorgimento. Seit 1861, als das Königreich beider Sizilien endete, gehört Martina Franca zum Nationalstaat Italien.

## Wappen
Das Stadtwappen geht auf Philipp I. von Tarent zurück: Ein weißes springendes Pferd ohne Zügel, auf blauem Grund, darüber die drei Lilien aus dem Wappen der Anjou. Unter dem Wappen sind Olivenzweig und Eichenzweig als typische Vertreter der regionalen Vegetation angebracht.

## Tourismus

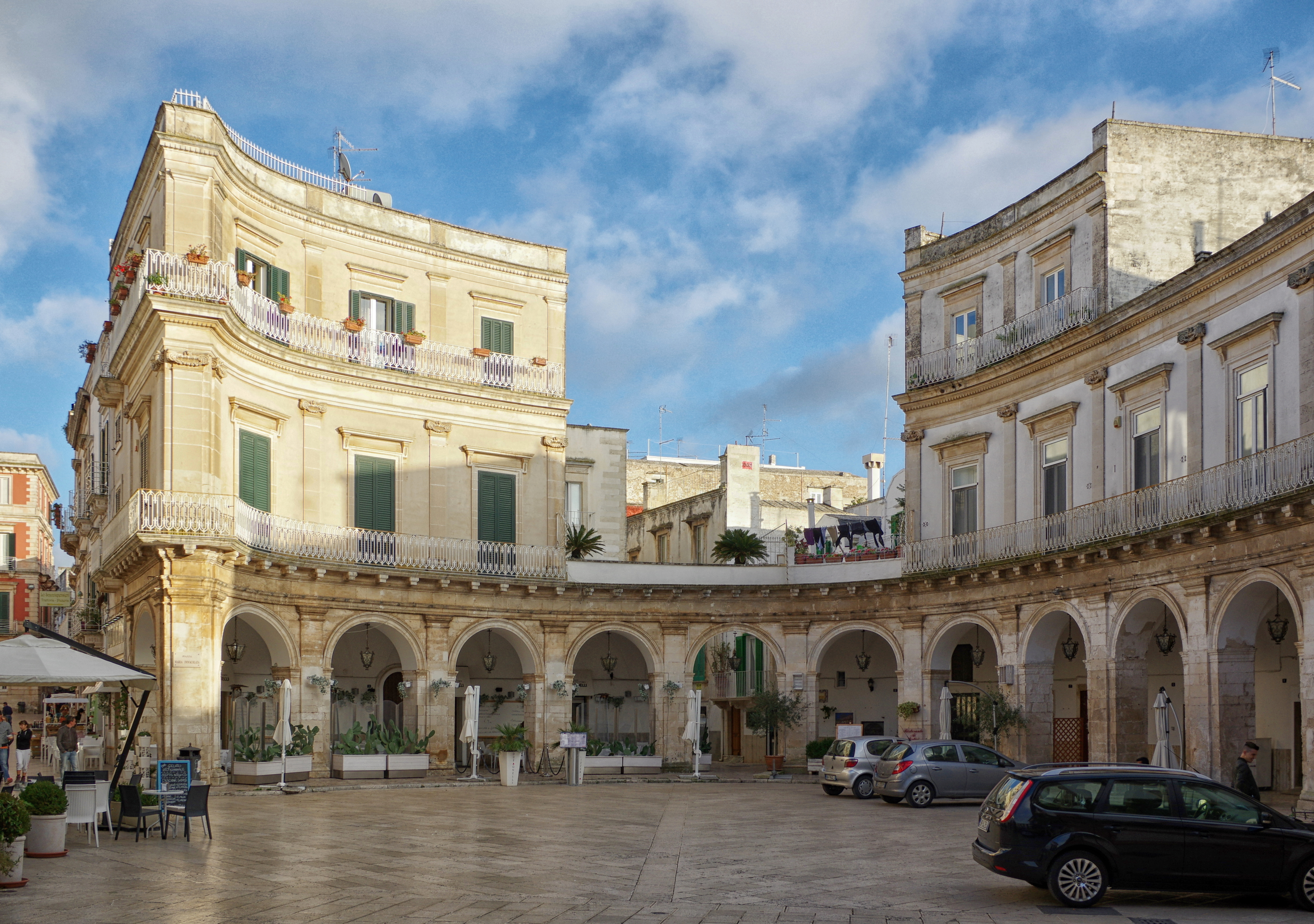
Piazza Maria Immacolata mit Arkadengängen

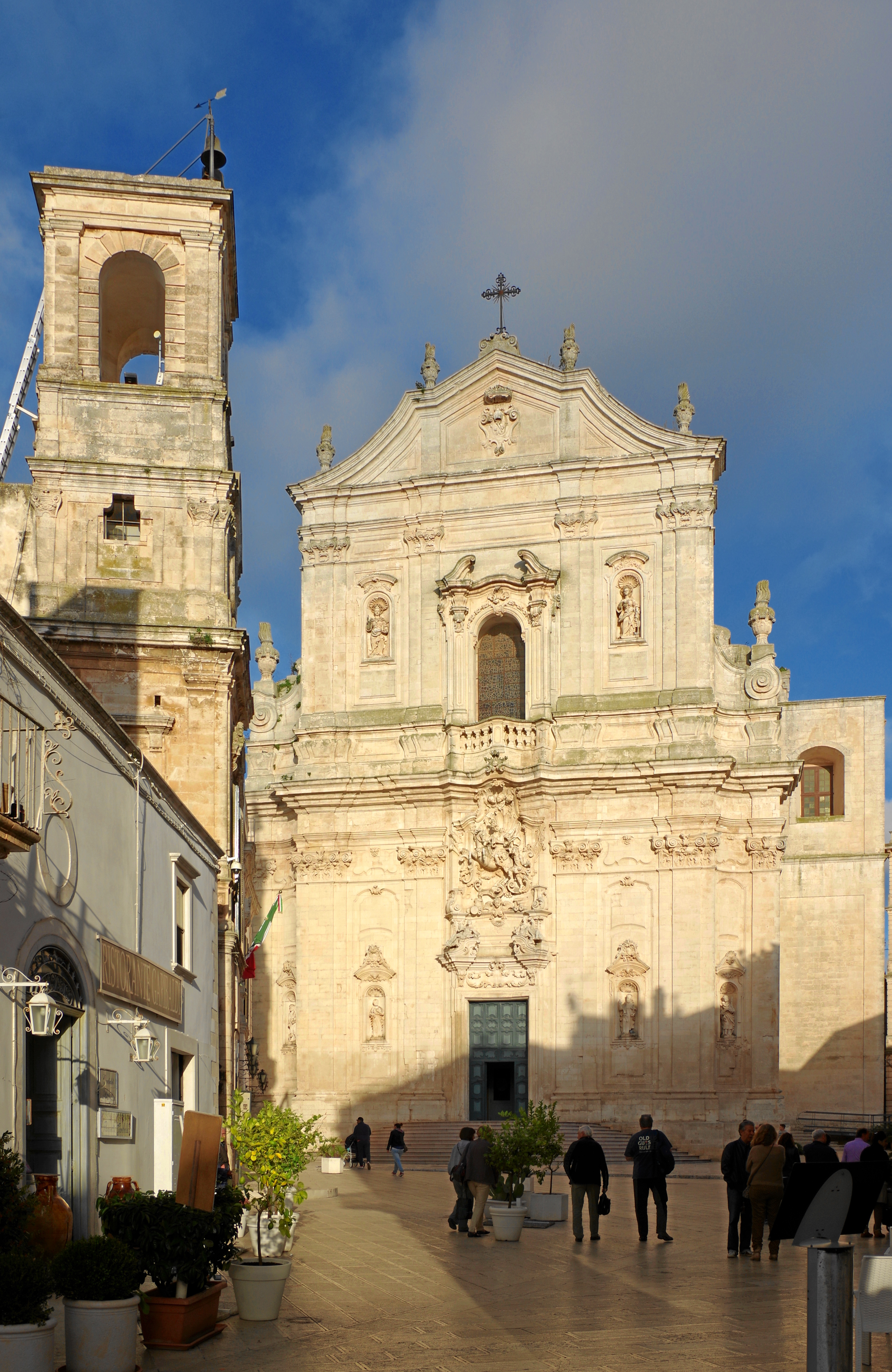
Piazza Plebiscito mit Dom San Martino und Palazzo dell'Università mit Uhrturm

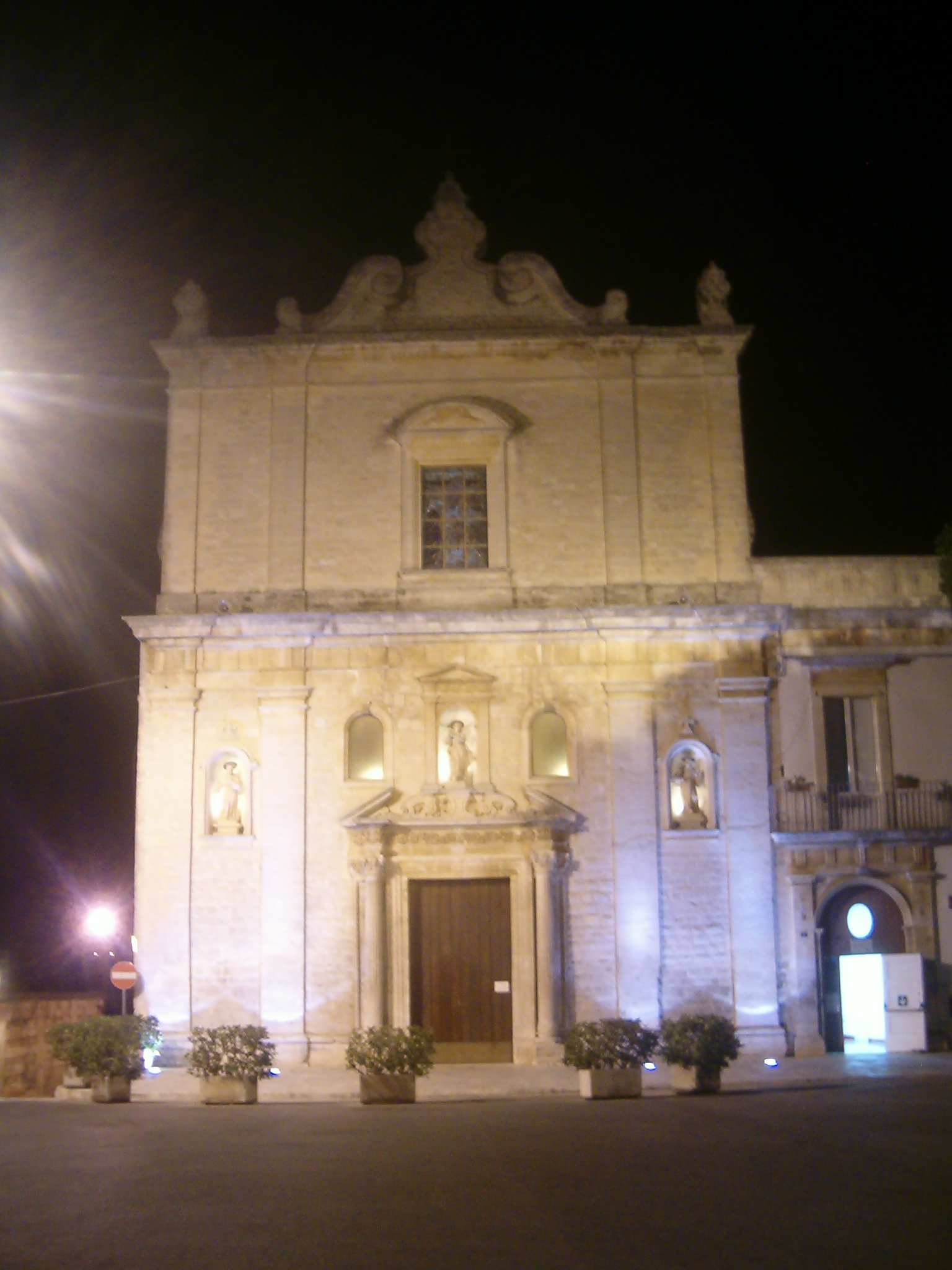
San Francesco d'Assisi an der Piazza Mario Pagano außerhalb der Stadtmauern

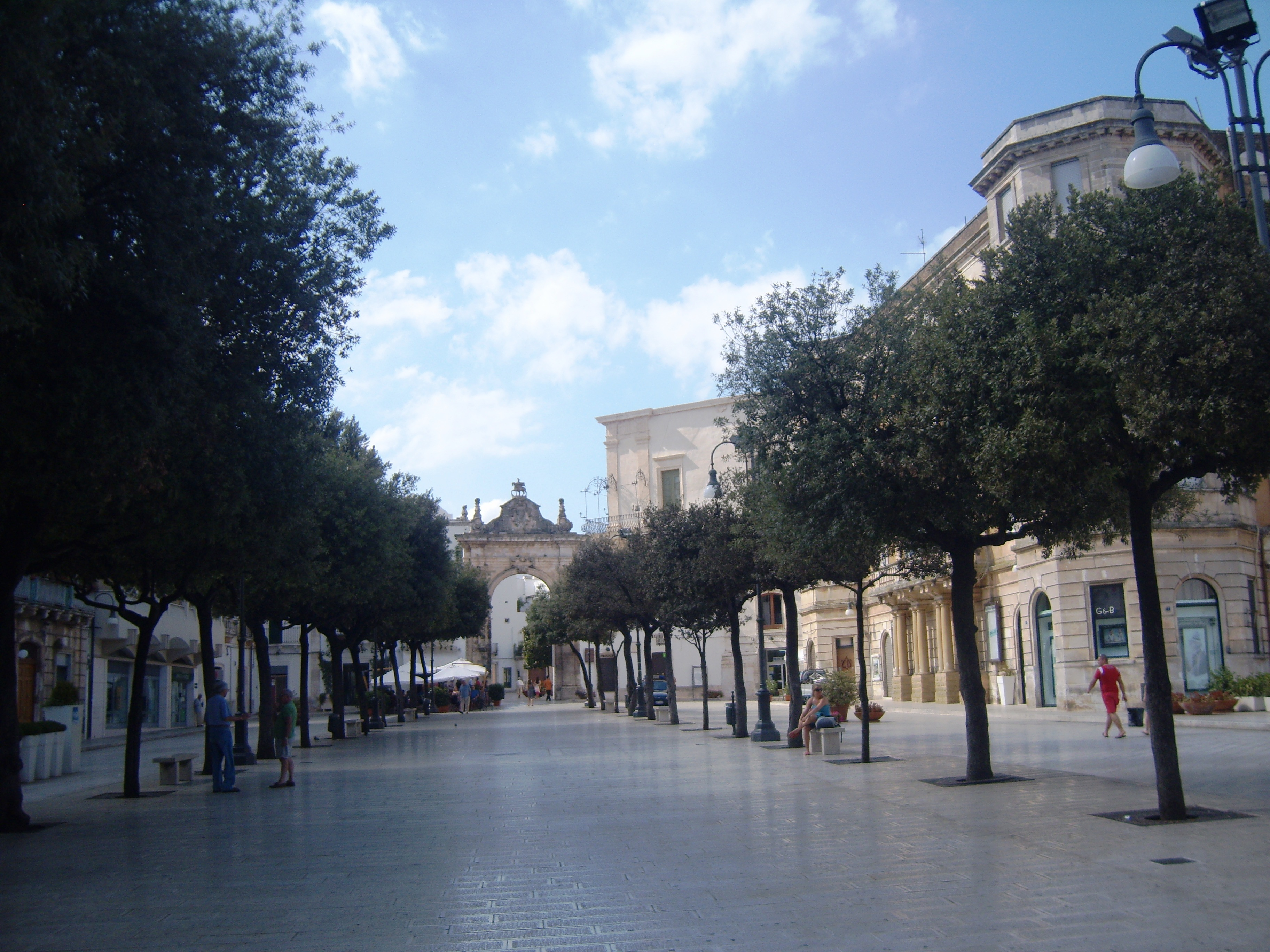
Piazza XX Settembre mit Porta Santo Stefano

### Stadtgliederung
Martina Franca ist in drei Zonen unterteilt: Altstadt, Stadtausdehnung außerhalb der Stadtmauern (um 1900) und Neustadt mit Häusern mit mehr als drei Stockwerken.

### Die Altstadt
Die Altstadt von Martina Franca ist – nach Lecce – die zweite renommierte Barock-Stadt Apuliens in einer dezenteren, weniger plastisch-formbetonten Ausführung. Vielmehr verkörpern die feinen flacheren Ornamente und Figuren an Fassaden, Fensterrahmungen, Konsolen und Gesimsen eine unaufdringlich-elegante Variante, die zum Charakteristikum des lokalen Stils geworden ist. Kirchen, Paläste und Wohngebäude in den engen eckigen Straßen, Sackgassen und versteckten Straßen fügen sich insoweit zu einem harmonischen Ganzen zusammen.

### Sehenswürdigkeiten

#### Kirchen

##### Dom San Martino
Die im 18. Jahrhundert unter Erzbischof Isidoro Chirulli auf den Fundamenten eines romanischen Vorgängers errichtete Basilika San Martino gilt als Meisterwerk des lokalen Barockstils. Vom Vorgängerbau blieb der romanisch-gotische Campanile erhalten. Blickfang der Fassade ist das Hochrelief des Heiligen Martin zu Pferde im Moment der Mantelteilung. Von der Innenausstattung sind der Hauptaltar von 1773 aus mehrfarbigem Marmor mit Marmorstatuen von Giuseppe Sammartino aus Neapel, der Taufstein von 1773 und die Weihwasserbecken (neapolitanische Schule) herausragend; die Sakramentskapelle beherbergt die Reliquien der Lokalheiligen Comasia, Märtyrerin des 2. bis 4. Jahrhunderts.

##### Weitere Kirchen
- San Domenico, errichtet zwischen 1746 und 1760, Barock-Kirche auf den Fundamenten eines romanischen Vorgängers, der dem Heiligen Petrus geweiht war. Sie zeigt bereits deutliche Rokoko-Akzente.
- Chiesa del Carmine (1727–1758), elegante Barock-Kirche außerhalb der Stadtmauern mit einer polychromen Schutzmantelmadonna, die Stefano da Putignano zugeschrieben wird
- Sant’Antonio, Franziskanerkirche des 15. Jahrhunderts, vormals dem Heiligen Stephanus geweiht, mit neoklassizistischer Fassade von 1835; im Kreuzgang Fresken des 18. Jahrhunderts.
- San Francesco da Paola, errichtet Anfang des 17. Jahrhunderts auf den Fundamenten einer Marienkapelle des 16. Jahrhunderts, aus der noch ein Altarbild im linken Seitenschiff vorhanden ist (Madonna delle Grazie). Im angrenzenden Paulaner-Konvent lebte Anfang des 17. Jahrhunderts der lokal sehr verehrte Pater Bonaventura Gaona.
- San Francesco d'Assisi, Franziskanerkirche des 17./18. Jahrhunderts mit acht Rokoko-Seitenaltären im charakteristischen regionalen Stil
- San Giovanni dei Greci in originärer mittelalterlicher Architektur, jedoch mit barockisierter Fassade

#### Plätze / Profanbauten

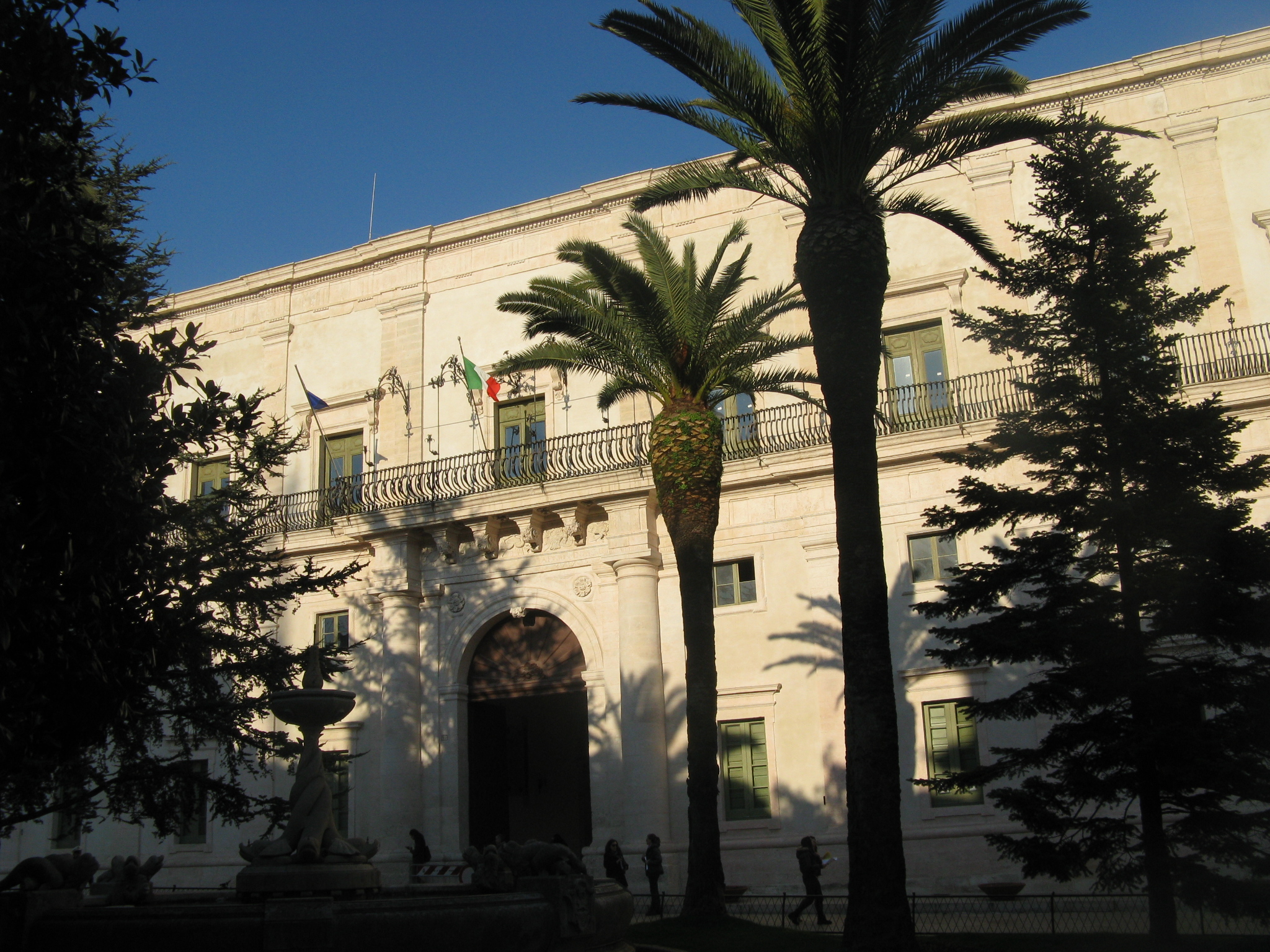
Palazzo Ducale

- An der Piazza Roma, einer dreieckigen Platzanlage mit Palmen und Brunnen, befindet sich der repräsentative Barockpalast der Familie Caracciola, der Palazzo Ducale. 1668 beauftragte Herzog Petracone V. Caracciolo Giovanni Andrea Carducci mit dem Bau einer neuen Residenz, die auf Grund hoher Kosten nie fertiggestellt wurde. In den über 300 Räumen sind die Stadtverwaltung und das Fremdenverkehrsamt untergebracht. Einige der Säle und die Capella dei Duchi wurden 1771–1776 von Domenico Carella Fresken ausgemalt.
- Angrenzend an den Dom erstreckt sich die Piazza Plebiscito mit dem Palazzo dell'Università (1759–1762), dem früheren Sitz des Stadtparlaments mit Uhrturm; über einem der großen Rechteckfenster im 1. Stock prangt das Wappen der Stadt Martina Franca, ein springendes Pferd.
- Die halbrunde Piazza Maria Immacolata besitzt einen ovalen Arkadengang, in dem bis in die 1960er Jahre täglich Markt abgehalten wurde.
- Außerhalb der Stadtmauern (nur die Porta di Santo Stefano mit einer Reiterstatue des Hlg. Martin aus dem 18. Jh. blieb im Norden der Stadt von ihr erhalten) grenzt die Piazza XX Settembre an den Stadtpark (Villa Comunale), der früher zum Paulaner-Konvent gehörte.

Mehr als 20 barocke Adelspaläste des 18. Jahrhunderts prägen die Altstadt von Martina Franca, insbesondere in der Via Mazzini, Via Macchiavelli und Via Cavour.

### Das Itriatal und die Trulli
Das Itriatal mit seinen Trulli nördlich von Martina ist ein wichtiges Ziel für den Touristen. Diese Trulli wurden in diesem Gebiet  nicht wie in Alberobello im Dorf gebaut, sondern außerhalb der Stadt.
Das Gebiet wurde in den letzten zwanzig Jahren durch unerlaubten Bau in Mitleidenschaft gezogen. Viele Besonderheiten wie der Saumpfad sind somit nicht mehr vorhanden. Dies trug zur Gefährdung der Flora und infolgedessen der lokalen Fauna bei. Den lokalen Verwaltungen gelang es nicht, diese geschichtlichen Bauarten zu schützen.

### Veranstaltungen
- St.-Martins-Feier am 11. November
- Itriatal-Festival (Festival della Valle d'Itria, Oper und Theater)
- Internationales Kabarettfestival
- Lichtmessfeier am 2. Februar
- Sommerliches Patronatsfest St. Martin (erstes Wochenende im Juli)
- Opernfestival Festival della Valle d’Itria von Mitte Juli bis Anfang August

## Verkehr

### Straßenverkehr
- Autobahn A14 Bologna–Tarent (Anschlussstelle Massafra) von und nach Norditalien
- Schnellstraße 172 Tarent-Martina Franca

### Schienenverkehr
Der Bahnhof von Martina Franca wird von zwei Bahnstrecken bedient:
- Bahnstrecke Bari–Martina Franca–Taranto
- Bahnstrecke Martina Franca–Lecce

### Luftverkehr
Der Flughafen von Taranto-Grottaglie „Marcello Arlotta“ führt zurzeit keinen Linienverkehr durch. Die nächsten Flughäfen sind:
- Flughafen von Bari Palese Macchie
- Flughafen von Brindisi-Casale

## Persönlichkeiten
- Domenico Carella (1721–1813), Maler, in Martina Franca gestorben
- Giuseppe Aprile (1732–1813), Komponist und Kastrate, in Martina Franca geboren und gestorben
- Rudolph Valentino (1895–1926), Schauspieler, sein Vater war Martinese
- Giuseppe Chiarelli (1904–1978), Jurist; Präsident des Verfassungsgerichts
- Gioconda De Vito (1907–1994), italienische Geigerin, in Martina Franca geboren
- Paolo Grassi (1919–1981), Gründer des Piccolo Teatro di Milano und Direktor des Teatro alla Scala
- Richard Sinclair (* 1948), englischer Progressive-Rock-Musiker, lebt in der Gegend von Martina
- Cosimo Damiano Lanza (* 1962), Pianist, Cembalist und Komponist, Direktor der Musikakademie Mediterranea in Martina Franca
- Donato Carrisi (* 1973), Schriftsteller, Drehbuchautor und Filmregisseur, in Martina Franca geboren
- Rosaria Console (* 1979), Langstreckenläuferin
- Renzo Rubino (* 1988), Sänger und Komponist
- Antonio Giovinazzi (* 1993), Automobilrennfahrer, in Martina Franca geboren
- Leo Muscato, Regisseur, in Martina Franca geboren[2]

## Lokale Produktion
Sehr berühmt und weltweit angesehen ist der Wein aus lokaler Produktion, der Martina Franca DOC.
Sehr bekannt ist auch das Capocollo von Martina Franca, eine typische Wurstspezialität. 

## Militärstützpunkt
Bei Martina Franca befindet sich ein Stützpunkt der italienischen Luftwaffe. Bis 1999 war hier in unterirdischen Bunkeranlagen die Operationszentrale für Süditalien untergebracht (3rd Regional Operations Center), die in das NATO-Luftverteidigungssystem NADGE (NATO Air Defence Ground Environment) integriert war. Danach konzentrierte man diese Führungsaufgaben beim Combined Air Operations Centre 5 im norditalienischen Poggio Renatico. Die Anlagen in Martina Franca haben derzeit einen Reserve-Status. Darüber hinaus ist hier ein Objektschutzverband der italienischen Luftwaffe stationiert.